# Garcinia rigida
Garcinia rigida är en tvåhjärtbladig växtart som beskrevs av Friedrich Anton Wilhelm Miquel. Garcinia rigida ingår i släktet Garcinia och familjen Clusiaceae. Inga underarter finns listade i Catalogue of Life.